# Joe McCarthy (allenatore di baseball)
Joseph Vincent McCarthy (Filadelfia, 21 aprile 1887 – Buffalo, 13 gennaio 1978) è stato un allenatore di baseball statunitense nella Major League Baseball (MLB). È stato introdotto nella National Baseball Hall of Fame nel 1957

## Carriera
McCarthy fu assunto come manager dei Chicago Cubs nel 1926 chiudendo un periodo negativo della squadra e riportandola a vincere il pennant della National League. Fu licenziato dopo la stagione 1930 ma non rimase a lungo senza impiegò poiché nel 1931 fu assunto dai New York Yankees che avevano vinto tre World Series dall'arrivo di Babe Ruth nel 1920. A McCarthy fu imposto di vincere il titolo entro tre anni ma vi riuscì entro il secondo.

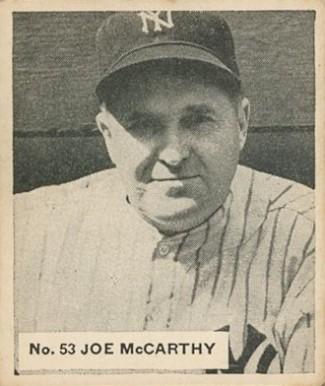
Joe McCarthy con gli Yankees nel 1936

Con gli Yankees, il suo stile di allenatore severo ma giusto aiutò a solidificare la reputazione della squadra come la franchigia più dominante del baseball, vincendo sette World Series. Il periodo di maggior successo avvenne tra il 1936 e il 1943. In quell'arco di tempo vinse 7 pennant su 8, con sei World Series, incluse quattro consecutive tra il 1936 e il 1939. Furono la prima squadra dell'American League, la terza nella storia della MLB, a vincere 4 pennant consecutivi e la prima a conquistare 4 World Series consecutive. L'unica stagione negativa fu quella del 1940, in cui gli Yankees faticarono tutto l'anno e finirono terzi. Durante il suo periodo a New York, la squadra vinse 100 o più gare sei volte.
McCarthy faticò a contenere le emozioni il giorno del famoso discorso di addio di Lou Gehrig allo Yankee Stadium il 4 luglio 1939. Dopo avere descritto Gehrig come "il miglior esempio di giocatore di baseball, sportivo e cittadino che il baseball abbia mai conosciuto", McCarthy non poté più resistere. Scoppiando in lacrime disse a Gehrig: "Lou, che dire se non che questo è un giorno triste nella vita di tutti noi quando [...] mi hai detto che ti stavi ritirando da giocatore per paura di essere di ostacolo alla squadra. Mio Dio, amico, non lo sei mai stato."
Dopo due anni lontano dal baseball, McCarthy fece ritorno nel 1948 come manager dei Boston Red Sox quando Joe Cronin accettò la promozione a general manager. Sapendo che Ted Williams non aveva quasi mai indossato una cravatta, McCarthy disse di essere disposto ad abbandonare la sua regola che i giocatori la portassero abitualmente, dicendo: "Se non riesco ad andare d'accordo con un battitore da .400, dovrebbero licenziarmi subito." Nella prima stagione con la squadra ebbe un record di 96-59, finendo al secondo posto. Fu convinto a dimettersi nel corso della stagione 1950 da Cronin dopo avere iniziato con un record di 31-28. Nel corso dei suoi 24 anni di carriera non ebbe mai una stagione con più sconfitte che vittorie. La sua percentuale di vittorie nella stagione regolare (.615) e nei playoff (.698, tutte nelle World Series) sono le più alte nella storia della MLB.

## Palmarès
- World Series: 7

New York Yankees: 1932, 1936, 1937, 1938, 1939, 1941, 1943